# 실버 스푼
실버 스푼(러시아어: Мажор)는 2014년 러시아 1에서 방송됐던 드라마이다. 이 드라마는 러시아 국내에서 엄청난 인기를 얻었고, 대한민국 드라마 재벌X형사에 원작이기도 하다.